# Býčia jaskyňa
Býčia jaskyňa (też: Býčia priepasť) – jaskinia krasowa w Krasie Słowacko-Węgierskim w Wewnętrznych Karpatach Zachodnich na Słowacji.

## Położenie
Znajduje się w zachodniej części Płaskowyżu Górnego Wierchu, ok. 3 km na pd.-wsch. od wsi Drnava. Leży w powiecie Rożniawa, na terenie katastralnym wsi Kováčová. Znajduje się na terenie Parku Narodowego Kras Słowacki.

## Geologia i geomorfologia
Jest jaskinią fluwiokrasową z aktywnym ciekiem wodnym – jedyną tego typu, poznaną dotychczas na Płaskowyżu Górnego Wierchu. Ciek ów zasilają wody opadowe oraz woda z niedalekiego, stałego źródła krasowego zwanego Mútna studňa, ginące w okresowych ponorach usytuowanych w bezodpływowej depresji. Długość korytarzy jaskini wynosi 65 m, głębokość 20 m.
Wejście do jaskini jest obecnie częściowo zasypane. Zasypanie wejścia przyspieszyła prowadzona na płaskowyżu gospodarka pasterska – przepędzanie i koszarowanie bydła, a w pewnym stopniu wykorzystywanie wylotu jaskini jako śmietniska przez pracujących tu pasterzy.

## Historia poznania
Jaskinia została odkryta w 1982 r. Zarówno sama jaskinia jak i jej system hydrologiczny są do dziś nie do końca poznane.

## Ochrona
Od 1995 r. jaskinia chroniona jest jako pomnik przyrody (słow. Prírodná pamiatka). Nie jest udostępniona do zwiedzania turystycznego.